# هساره نهری
هساره نهری (به انگلیسی: Hisara Nehri) یک شهرک در پاکستان است که در شهرستان چهارسده واقع شده‌است.